# マカロン (お笑いコンビ)
マカロンは、かつてSMA HEET Projectで活動していた日本のお笑いコンビ。2022年9月10日解散。

## メンバー
共に埼玉県川越市出身。
- 前嶋 大翔（まえじま やまと、1990年6月3日（34歳））
ボケ担当。主なネタ作成者。立ち位置は向かって左。
身長175cm、O型。
長髪が特徴。
2020年7月21日、一般人の女性と結婚。同年9月26日に放送されたウケメンの「公開王」というコント内で発表し、その当時は相方である舟久保及び観覧していたレギュラーメンバーたちは前嶋に彼女がいることは把握していたが、結婚していた事実は知らなかった。
解散後はお銀黒川とのコンビ「ちょぽ伝」を結成[2]。

- 舟久保 匠（ふなくぼ たくみ、1990年4月11日（34歳））
ツッコミ担当。立ち位置は向かって右。
身長160cm、O型。
眼鏡をかけており、舞台衣装はスーツ。
解散後、天野舞（元根菜キャバレー）と結婚。

## 略歴
小・中学校の同級生で結成。小学校の下校班が一緒で、実家同士は徒歩2分の距離。コンビ名の由来は、知り合い数名に「思い付いたお笑いのコンビ名を送って」と頼み、返信があったうちのひとつ。同級生の女の子がつけたものが採用された。
2011年頃よりアマチュアコンビとして活動を始め、地下ライブなどに出演。2013年よりSMA HEET Projectに所属。
2018年11月から2020年9月にかけ、「ウケメン」（フジテレビ）にレギュラー出演。
2022年9月1日、Twitterで解散を発表。同月10日、東京・びーちぶ（Beach V）にて開催のライブ「わかものたち」が最後の舞台となった。

## 芸風
主にコント漫才を演じる。漫才を始める際、前嶋がまずマイクの前に立った後に、舟久保がゆっくりした口調で哲学的な問いを投げかけながら悠然と登場する。その問いに対する答えがネタの主題になる。ごく稀に舟久保と前嶋の役割が逆になることもある。

## 賞レース戦績
- 2015年 M-1グランプリ 2回戦進出
- 2016年 M-1グランプリ 3回戦進出
- 2017年 M-1グランプリ 2回戦進出
- 2017年 第8回お笑いハーベスト大賞 本戦（準決勝）進出
- 2018年 第9回お笑いハーベスト大賞 本戦（準決勝）進出
- 2018年 M-1グランプリ 3回戦進出
- 2019年 M-1グランプリ 3回戦進出
- 2020年 M-1グランプリ 2回戦進出
- 2021年 M-1グランプリ 2回戦進出[3]

## 出演

### テレビ
- ウケメン（フジテレビ）2018年11月24日・12月26日、2019年2月23日・3月28日 - 2020年9月26日